# Síncope (gramática)
Síncope é a supressão de fonemas no interior de uma palavra. É um dos metaplasmos por supressão de fonemas que podem ocorrer na evolução linguística.

## Exemplos
para : pra
vou; vo

### No Português
canes (latim) > cães (português)
luna (latim) > lua (português)
poer (pt. arcaico) > pôr (português actual)
mensa  (latim) > ' 'mesa ' ' (português)